# Marína (Flórina)
Marína, en grec moderne : Μαρίνα, est un village du dème de Flórina, district régional de Flórina, en Macédoine-Occidentale, Grèce. 
Selon le recensement de 2011, la population du village compte 120 habitants.